# Іван Баба Друцький
Іван Баба Друцький (?—після 1436) — державний і військовий діяч Великого князівства Литовського і великого князівства Московського. Засновник роду Бабичів (Бабичевих).

## Життєпис
Походив з князівського роду Друцьких. Старший син Семена Друцького. Вперше письмово згадується 1409 року. Перебував у почті великого князя Вітовта. Десь після 1422 року після смерті батька успадкував Друцьке князівство. Користувався печаткою з зображенням стріли вістрім у лівий долішний кут з 4 півмісяцами обабіч в готичному щиті іспанської форми
У 1424 році разом з братом Іваном Путятою Друцьким був посланий Великим князем Вітовтом на допомогу московським військам для відбиття набігу ханича Худайдата з Золотої Орди, що атакував Одоєвське князівство.
Увійшов до почту Великого князя Литовського і Руського Свидригайла Ольгердовича, ставши 1430 року членом Великнязівської Ради. У 1434 році після поразки від Свидригайла втік до Ливонського ордену, оселився у Ризі.
Після остаточного захоплення влади Сигизмундом Кейстутавичем, 1436 року, разом з молодшими синами Іваном, Василем і Семеном Бабичами, виїхав до Пскова з власним загоном. Після цього поступив на службу до великого князя Московського Василя II. Того ж року брав участь у битві на річці Черьохі проти Звенигородського князя Василя Косого. Разом з Борисом Тоболіним захопив Косого у полон. Подальша доля Івана Друцького невідома.
Старші сини Костянтин (близько 1410 - близько 1442) і Федір (близько 1410 - після 1446) залишилися у Великому князівстві Литовському і Руському.

## Родина
- Федір мав 4 синів, засновник гілок Соколинських та Друцьких-Озерецьких
- Іван Бабич
- Костянтин Бабич, мав 1 доньку
- Василь Бабич, мав 5 синів
- Семен (д/н—1455), не мав дітей